# Loing
Loing je řeka v centrální části Francie, která je levostranným přítokem Seiny. Je dlouhá 142,7 km, její povodí zaujímá plochu 4 182 km² a průměrný průtok u Épisy dosahuje 19 m³/s.
Pramení nedaleko Sainte-Colombe-sur-Loing v nadmořské výšce 320 m. Směřuje k severozápadu a protéká územím departementů Yonne, Loiret a Seine-et-Marne. Významnými přítoky jsou Puiseaux, Solin a Fusain zleva a Ouanne, Lunain, Aveyron a Orvanne zprava. Loing protéká městy Saint-Fargeau, Montargis, Cepoy a Nemours a vlévá se do Seiny u Fontainebleau.
V červnu 2016 se řeka rozvodnila a způsobila značné materiální škody.
Region podél řeky se nazývá Gâtinais a býval proslulý díky produkci šafránu, označovaného za „červené zlato“.
Voda z povodí řeky je akvaduktem přiváděna do Paříže. Rovnoběžně s dolním tokem vede Canal du Loing využívaný k lodní dopravě, který byl otevřen roku 1723.
Řeka je známá z obrazů Alfreda Sisleyho, který žil od roku 1882 v Moret-sur-Loing. Jean Renoir zde natočil svůj film Výlet do přírody (1936).

## Galerie

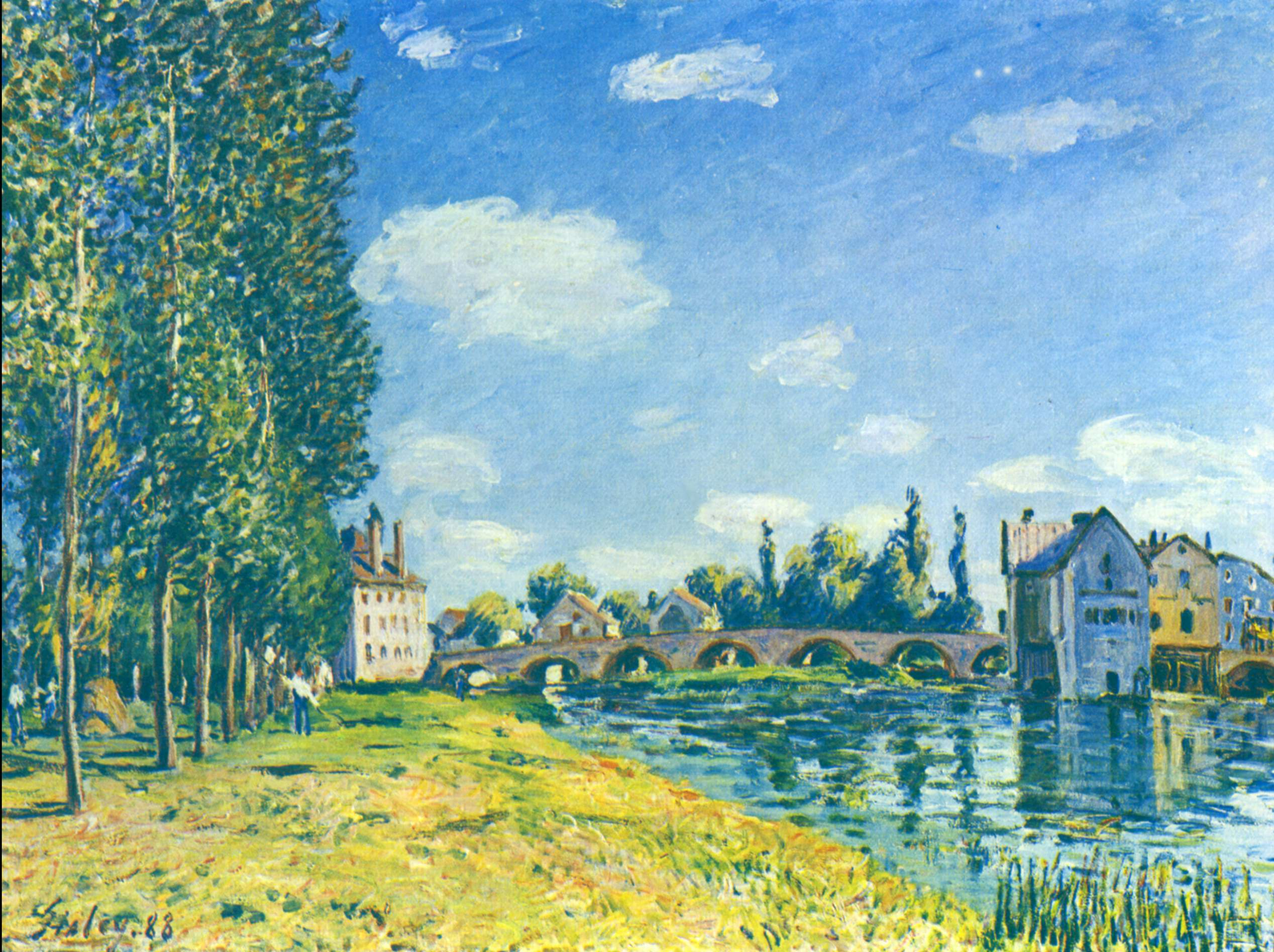
Alfred Sisley: Moretský most v létě
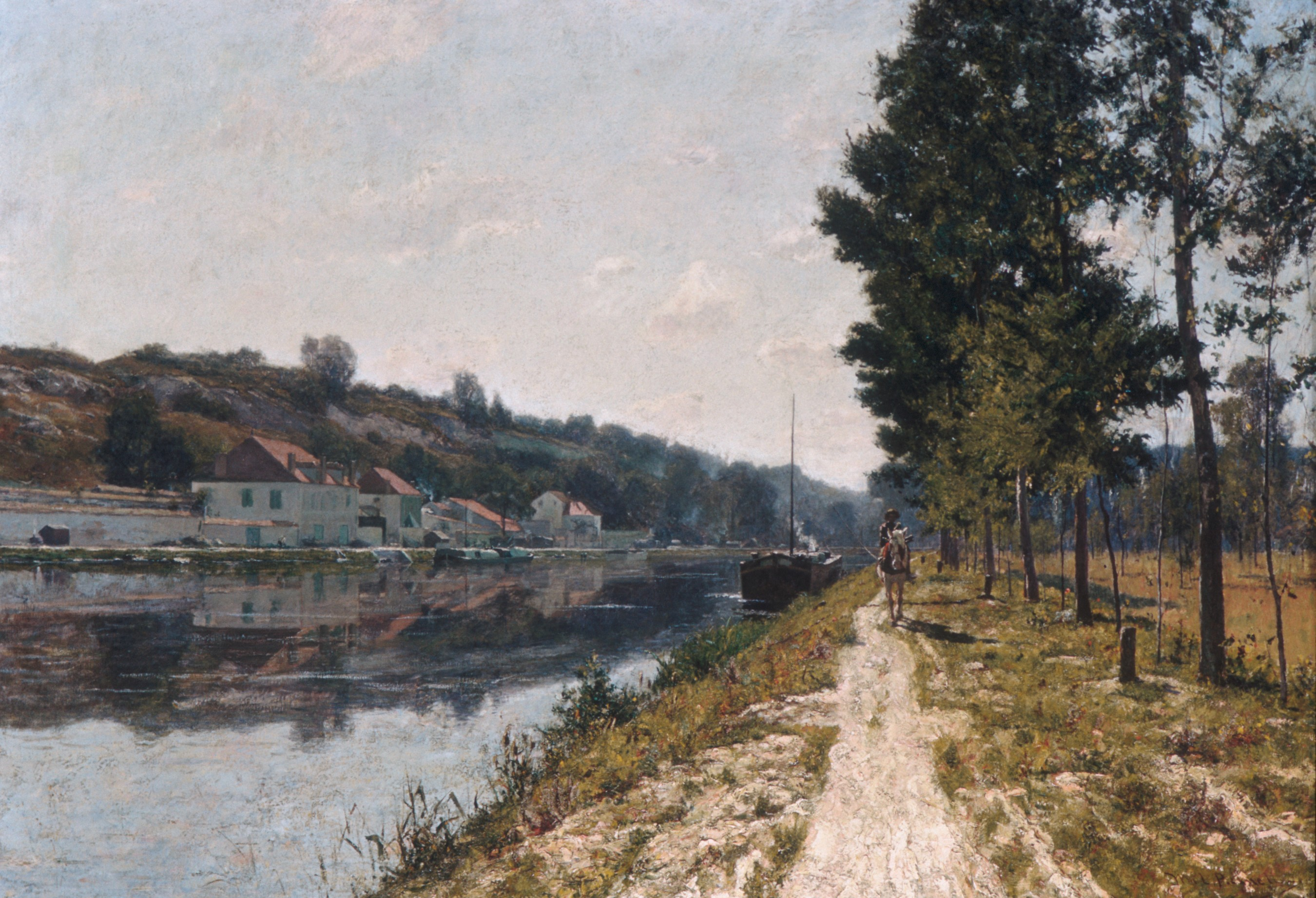
William Lamb Picknel: Břeh řeky Loing
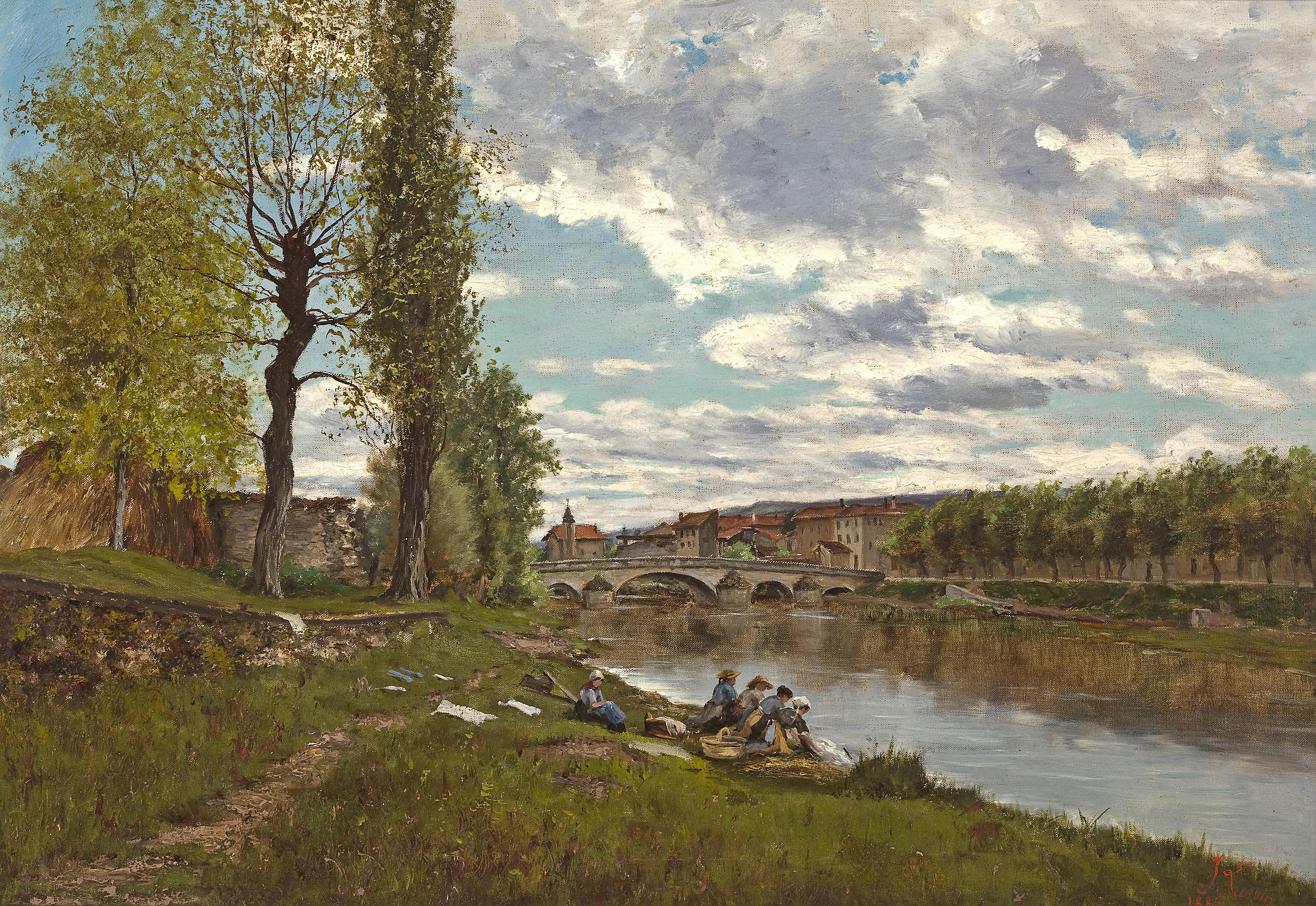
Eugène Galien-Laloue: Pradleny